# Моби Дик (мультфильм)
«Моби Дик» — российско-британский мультипликационный фильм 1999 года, созданный на студии «Человек и время», заказчик — 4 канал Британской телекомпании BBC. Режиссёр Наталья Орлова создала в технике живопись по стеклу мультфильм по мотивам одноимённого романа Германа Мелвилла.

## Сюжет
Исмаэль мечтал отправиться в плавание и увидеть океанские просторы. Поэтому он нанялся на китобойное судно. Перед отплытием он познакомился в таверне с чернокожим гарпунером по имени Квикед и позвал его с собой. Когда судно вышло в открытое море, капитан объявил команде, что они отправляются не просто на китобойный промысел, а на охоту на громадного белого кита, которого прозвали Моби Дик. Во время предыдущей охоты капитан потерял ногу и теперь одержим жаждой мести. Во время плавания Квикед заболел лихорадкой и по его просьбе корабельный плотник смастерил ему гроб. Но Квикед выздоровел, гроб закрыли и убрали в трюм. Во время плавания капитан спрашивал у капитанов всех встреченных кораблей: Не видел ли кто белого кита? И вот наконец ответили утвердительно. Капитан велел наблюдать за морем, и когда белого кита увидели, скомандовал начинать охоту. Были спущены три шлюпки, на носу каждой был гарпунер, который метнул свой гарпун и ранил кита. Моби Дик рассвирепел и стал выпрыгивать из воды, он падал на шлюпки и потопил все. Затем он стал таранить парусник и потопил и его. На поверхности остался только Исмаэль и закрытый пустой гроб. Двое суток Исмаэль держался за плавающий гроб, пока его не подобрал другой парусник. Исмаэль решил, что он остался в живых, чтобы рассказать людям историю о Моби Дике.

## Фестивали и премии
- 1999 — Премия «Ника» за лучший анимационный фильм — номинация
- 2000 — V Открытый Российский Фестиваль анимационного кино в Тарусе : Диплом «За последовательную разработку оригинальной технологии» режиссёру Наталии Орловой и художнику Наталии Демидовой фильм «Моби Дик». Рейтинг: 3 место «Моби Дик».[2]